# AEG C.II
L'AEG C.II fu un ricognitore biposto biplano prodotto in modesta quantità dall'azienda tedesco imperiale Allgemeine Elektrizitäts-Gesellschaft (AEG) negli anni dieci del XX secolo.
Sviluppato dal precedente C.I entrò in servizio nei reparti della Luftstreitkräfte, la componente aerea del Deutsches Heer (l'esercito imperiale tedesco), già nelle prime fasi della prima guerra mondiale ma ben presto venne declassato a compiti di seconda linea superato nelle prestazioni da modelli più recenti.

## Storia del progetto
Dopo che l'AEG C.I era entrato in produzione, l'azienda tedesca attuò un programma di sviluppo per migliorarne le caratteristiche generali. Il risultato fu un velivolo che pur riproducendo le caratteristiche salienti del suo predecessore se ne discostava per le misure leggermente più compatte. Gli interventi furono finalizzati ad ottimizzare l'aerodinamica, riducendo la superficie frontale e, di conseguenza, migliorandone prestazioni e manovrabilità, inoltre venne modificato l'abitacolo del pilota e montato un diverso supporto per la mitragliatrice a disposizione dell'osservatore nell'abitacolo posteriore.
La produzione iniziò dall'ottobre 1915.

## Tecnica
L'AEG C.II conservava l'aspetto generale, per l'epoca convenzionale, del suo predecessore: biplano, monomotore biposto con carrello fisso.
La fusoliera, a sezione rettangolare, realizzata con struttura in tubi d'acciaio saldati e ricoperta di tela verniciata, era caratterizzata da due abitacoli aperti in tandem, l'anteriore destinato al pilota ed il posteriore all'osservatore con mansioni anche di mitragliere. Posteriormente terminava in un impennaggio classico monoderiva dotato di piani orizzontali controventati da una coppia di montanti obliqui per lato.
La configurazione alare era biplana con ala superiore dall'apertura leggermente superiore dell'inferiore, collegate tra loro da una doppia coppia di montanti per lato ed integrati da tiranti in cavetto in acciaio.
Il carrello d'atterraggio era fisso, molto semplice, montato su una struttura tubolare al di sotto della fusoliera, dotato di ruote di grande diametro collegate da un asse rigido ed integrato posteriormente con un pattino d'appoggio.
La propulsione era affidata ad un motore Benz Bz.III, un 6 cilindri in linea raffreddato a liquido capace di erogare una potenza pari a 150 PS (110 kW). Posizionato all'apice anteriore della fusoliera, parzialmente racchiuso da un cofano metallico, era caratterizzato da un impianto di scarico "a corno di rinoceronte" ed abbinato ad un'elica bipala in legno a passo fisso.
L'armamento era costituito da una singola mitragliatrice Parabellum MG 14 calibro 7,92 mm montata su supporto brandeggiabile ad anello sull'abitacolo posteriore ed aveva la capacità, in missioni di attacco al suolo leggero, di trasportare fino a 4 bombe da caduta da 10 kg.

## Utilizzatori
Germania
- Luftstreitkräfte